# Греффе, Карл Генрих
Карл Генрих Греффе (нем. Karl Heinrich Gräffe; 7 ноября 1799, Брауншвейг — 2 декабря 1873, Цюрих) — швейцарский математик, профессор Цюрихского университета. Его работы относятся к алгебре, особенно к алгебраическим уравнениям. Написал (1825 год) историю .

## Биография
Родился 7 ноября 1799 года в Брауншвейге. Был сыном ювелира из Бремена и учился ювелирному ремеслу в Ганновере. Поскольку его отец эмигрировал в США, ему сначала пришлось продолжить дело отца, чтобы прокормить семью. Лишь в 1821 году он смог следовать своей склонности и поступил в Брауншвейгский Collegium Carolinum (нем.), ныне — Брауншвейгский технический университет), а с 1824 года изучал математику в Гёттингенском университете у Карла Фридриха Гаусса, Иоганна Тобиаса Майера и Бернгарда Фридриха Тибо. После получения в 1825 году докторской степени («История вариационного исчисления от возникновения дифференциального и интегрального исчисления до наших дней») он преподавал в только что основанном Техническом институте в Цюрихе, где написал несколько учебников.
В 1833—1868 годах был профессором Высшей индустриальной школы в Цюрихе. Одновременно, с 1833 года преподавал в Цюрихском университете, с 1860 года — доцент, затем профессор математики.
В учебной литературе его именем называется метод приближенного вычисления корней. Этот метод разработал (1832) и опубликовал (1834) Н. И. Лобачевский. Греффе опубликовал свой метод в 1837 году (Die Auflösung der höheren numerischen Gleichungen). Несколько ранее (1826 год) аналогичный метод, но в менее совершенной форме, предложил бельгийский математик Ж. Данделен.